# Nychiodes dalmatina
Nychiodes dalmatina är en fjärilsart som beskrevs av Wagner 1909. Nychiodes dalmatina ingår i släktet Nychiodes och familjen mätare. Inga underarter finns listade i Catalogue of Life.